# Noite de Black Tie
Noite de Black Tie foi um programa de auditório produzido pela emissora pernambucana TV Jornal do Commercio, de 1960 a 1968, apresentado por Luiz Geraldo Vieira.
Teve seu início logo após a inauguração da TV Jornal, em 1960, sendo o seu primeiro programa de auditório apresentado nas noites dos sábados.
Durante os 8 anos de sua existência, a apresentação também foi dividida inicialmente com Barbosa Filho e depois, a exemplo de Você Faz o Show, na mesma emissora, pela presença feminina de Carmem Peixoto, Rosana Gonzales, Cacilda Lanuza e Floriza Rossi.
Um dos quadros de maior sucesso no programa era Cadeira de Engraxate, estrelado por Ruy Cabral, como entrevistador, em que chamava personalidades brasileiras, que eram entrevistadas enquanto se engraxavam seus sapatos, onde, inclusive, foi entrevistado o então ex-presidente Juscelino Kubitschek.
Apresentou também artistas que faziam sucesso em outros estados brasileiros, principalmente Rio de Janeiro e São Paulo, como Roberto Carlos, Erasmo Carlos, Grande Otelo, Wanderlea, Hebe Camargo, Nelson Gonçalves, Jair Rodrigues, Lolita Rodrigues e outros, da mesma forma que dava destaque a artistas locais e regionais e até internacionais, como Ray Conniff.
Ali também foi entrevistado o arcebispo Dom Helder Câmara.